# Uapaca bojeri
Uapaca bojeri, ou tapia, é uma espécie arbórea endêmica de Madagáscar. Um elemento característico da flora malgaxe, ocorre no planalto central, onde domina um tipo de floresta ou bosque esclerófilo. A floresta de tapia tem um alto valor ecológico devido à fauna e à flora que abriga e é de interesse econômico para a população local, por exemplo, para a coleta de frutos da tapia, lenha e cogumelos. A vegetação lenhosa nativa do planalto central é cada vez mais substituída por pastos, principalmente devido ao aumento da frequência de incêndios à medida que as áreas são queimadas anualmente.

## Descrição
A tapia é uma árvore que pode crescer de 10 a 12 metros de altura, mas geralmente fica entre 3 a 5 metros. As folhas são alternadas e esclerófilas. A casca é grossa e enrugada e suas flores aparecem de março a setembro. As flores masculinas têm cinco estames e cinco tépalas e estão agrupadas em bolas densas com um involucro de 7 a 8 brácteas. As inflorescências femininas são reduzidas a uma flor com um ovário trilocular, cercado por brácteas. As frutas são drupas de 2 a 3 centímetros de diâmetro, de verde a amarelo e marrom quando maduro. Eles contêm um mesocarpo doce e pegajoso e três sementes.

## Etimologia
Os frutos da tapia são conhecidos como voan'tapia. O epíteto da espécie do nome científico, "bojeri", refere-se ao coletor de espécimes do tipo, Wenceslas Bojer.

## Distribuição e habitat
Tapia é endêmica do planalto central de Madagascar, na ecorregião das florestas sub-úmidas de Madagáscar, em altitudes que variam de 500 a 1.800 metros. As principais áreas de ocorrência são a zona de Imamo, a oeste da capital Antananarivo, o Col des Tapia entre Antsirabe e Ambositra, o maciço de Itremo e o Parque Nacional Isalo. Dentro de uma região sub-árida a sub-úmida mais ampla, a floresta de tapia é encontrada em microclimas mais secos e com sombra de chuva, principalmente em solos ácidos de arenito, quartzito e xisto.

## Ecologia
Em um tipo de vegetação classificado como "floresta de tapia" no Atlas da Vegetação de Madagascar, a tapia é a espécie dominante. Esta floresta possui de 10 a 12 metros de copa alta, com outras árvores, incluindo várias Anacardiaceae, Asteraceae, Asteropeiaceae, Rubiaceae e Sarcolaenaceae. As árvores são pirófitas com uma casca grossa e resistente ao fogo. O sub-bosque é composto de arbustos ericoides, gramíneas e lianas.
Uma árvore simbiótica de raiz, a tapia forma micorriza arbuscular e ectomicorriza. Os fungos ectomicorrízicos associados incluem os gêneros Afroboletus, Amanita, Boletus, Cantharellus, Gyroporus, Lactarius, Leccinum, Rubinoboletus, Russula, Scleroderma, Suillus, Tricholoma e Xerocomus. Entre eles, cogumelos comestíveis, como as espécies de cantarelos Cantharellus platyphyllus ssp. bojeriensis, encontrado apenas na tapia.

## Conservação
A floresta de tapia é valiosa devido à sua fauna e flora endêmicas e seu uso pelas comunidades locais. Os seres humanos impactam as florestas de tapia principalmente por meio da extração de madeira, pastoreio ou queimadas. Desde 2016, a tapia não foi avaliada para a lista vermelha da IUCN. O Atlas da Vegetação de Madagáscar estimou a perda de florestas de tapia em cerca de 43% desde a década de 1970, mas admite que a cobertura de tapia está provavelmente superestimada com imagens de satélite.

## Galeria
- Folhas e flores
- Frutas
- Casca enegrecida pelo fogo
- Casulo vazio de um bicho-da-seda de tapia (Borocera madagascariensis)
- Seda de tapia pendurada para secagem